# Campeonato de Fútbol de la Asociación de Naciones del Sudeste Asiático
El Campeonato de Fútbol de la ASEAN (anteriormente llamada Copa del Tigre y Copa Suzuki) es un torneo internacional bienal de fútbol organizado por la Federación de fútbol de la ASEAN, constituida por los equipos de las naciones del sureste Asiático.

## Historia
Desde que fuera inaugurada en 1996, esta copa ha sido ganada en siete oportunidades por Tailandia, cuatro veces por Singapur, dos veces por Vietnam y en una ocasión por Malasia. Indonesia ha sido subcampeona seis veces sin haber ganado la copa.
La Cerveza Tigre, fabricada en Singapur fue el patrocinador del torneo desde sus inicios hasta 2005, tiempo durante el cual se llamaba Copa Tigre. En 2007, el torneo se llamó Campeonato de fútbol de la ASEAN debido a la finalización del contrato de patrocinio.
En 2008, la empresa automotriz japonesa Suzuki compró los derechos de denominación de la competencia que se denominó Copa Suzuki AFF hasta la edición de 2020. El 23 de mayo de 2022, AFF anunció un nuevo acuerdo de patrocinio principal con la empresa japonesa Mitsubishi Electric y la competencia se denominó Copa Mitsubishi Electric AFF a partir de la edición de 2022.
El 29 de febrero de 2024, la AFF y Mitsubishi Electric, que es el socio principal del campeonato, lanzaron un nuevo logotipo e identidad de marca para el evento. Como parte del cambio de marca, la principal competencia de la región, anteriormente conocida como Copa Mitsubishi Electric AFF, también pasó a llamarse Copa ASEAN Mitsubishi Electric.

## Palmarés
| Año           | Sede                  | Campeón   | Final Resultado | Subcampeón | Tercer lugar            | Resultado               | Cuarto lugar            |
| ------------- | --------------------- | --------- | --------------- | ---------- | ----------------------- | ----------------------- | ----------------------- |
| 1996 detalles | Singapur              | Tailandia | 1:0             | Malasia    | Vietnam                 | 3:2                     | Indonesia               |
| 1998 detalles | Vietnam               | Singapur  | 1:0             | Vietnam    | Indonesia               | 3:3 (5:4 pen.)          | Tailandia               |
| 2000 detalles | Tailandia             | Tailandia | 4:1             | Indonesia  | Malasia                 | 3:0                     | Vietnam                 |
| 2002 detalles | Indonesia y Singapur  | Tailandia | 2:2 (4:2 pen.)  | Indonesia  | Vietnam                 | 2:1                     | Malasia                 |
| 2004 detalles | Malasia y Vietnam     | Singapur  | 3:1 2:1         | Indonesia  | Malasia                 | 2:1                     | Birmania                |
| 2007 detalles | Singapur y Tailandia  | Singapur  | 2:1 1:1         | Tailandia  | y Vietnam y Malasia     | y Vietnam y Malasia     | y Vietnam y Malasia     |
| 2008 detalles | Indonesia y Tailandia | Vietnam   | 2:1 1:1         | Tailandia  | y Indonesia y Singapur  | y Indonesia y Singapur  | y Indonesia y Singapur  |
| 2010 detalles | Indonesia y Vietnam   | Malasia   | 3:0 1:2         | Indonesia  | y Filipinas y Vietnam   | y Filipinas y Vietnam   | y Filipinas y Vietnam   |
| 2012 detalles | Malasia y Tailandia   | Singapur  | 3:1 0:1         | Tailandia  | y Filipinas y Malasia   | y Filipinas y Malasia   | y Filipinas y Malasia   |
| 2014 detalles | Singapur y Vietnam    | Tailandia | 2:0 2:3         | Malasia    | y Filipinas y Vietnam   | y Filipinas y Vietnam   | y Filipinas y Vietnam   |
| 2016 detalles | Birmania y Filipinas  | Tailandia | 1:2 2:0         | Indonesia  | y Birmania y Vietnam    | y Birmania y Vietnam    | y Birmania y Vietnam    |
| 2018 detalles | Varios países         | Vietnam   | 2:2 1:0         | Malasia    | y Filipinas y Tailandia | y Filipinas y Tailandia | y Filipinas y Tailandia |
| 2020 detalles | Singapur              | Tailandia | 4:0 2:2         | Indonesia  | y Vietnam y Singapur    | y Vietnam y Singapur    | y Vietnam y Singapur    |
| 2022 detalles | Varios países         | Tailandia | 2:2 1:0         | Vietnam    | y Indonesia y Malasia   | y Indonesia y Malasia   | y Indonesia y Malasia   |
| 2024 detalles | Varios países         | Vietnam   | 2:1 3:2         | Tailandia  | y Singapur y Filipinas  | y Singapur y Filipinas  | y Singapur y Filipinas  |

## Títulos
En cursiva, se indica el torneo en que el equipo fue local.
| Equipo    | Campeón                                      | Subcampeón                             | Tercer lugar   | Cuarto lugar | Semifinales                      |
| --------- | -------------------------------------------- | -------------------------------------- | -------------- | ------------ | -------------------------------- |
| Tailandia | 7 (1996, 2000, 2002, 2014, 2016, 2020, 2022) | 4 (2007, 2008, 2012, 2024)             |                | 1 (1998)     | 1 (2018)                         |
| Singapur  | 4 (1998, 2004, 2007, 2012)                   |                                        |                |              | 3 (2008, 2020, 2024)             |
| Vietnam   | 3 (2008, 2018, 2024)                         | 2 (1998, 2022)                         | 2 (1996, 2002) | 1 (2000)     | 5 (2007, 2010, 2014, 2016, 2020) |
| Malasia   | 1 (2010)                                     | 3 (1996, 2014, 2018)                   | 2 (2000, 2004) | 1 (2002)     | 3 (2007, 2012, 2022)             |
| Indonesia |                                              | 6 (2000, 2002, 2004, 2010, 2016, 2020) | 1 (1998)       | 1 (1996)     | 2 (2008, 2022)                   |
| Birmania  |                                              |                                        |                | 1 (2004)     | 1 (2016)                         |
| Filipinas |                                              |                                        |                |              | 5 (2010, 2012, 2014, 2018, 2024) |

## Desempeño
| Selección      | 1996 (10)            | 1998 (8)             | 2000 (9)             | 2002 (9)             | 2004 (10)            | 2007 (8)             | 2008 (8)             | 2010 (8)             | 2012 (8)             | 2014 (8) | 2016 (8) | 2018 (10) | 2020 (10) | 2022 (10) | 2024 (10) | Total |
| -------------- | -------------------- | -------------------- | -------------------- | -------------------- | -------------------- | -------------------- | -------------------- | -------------------- | -------------------- | -------- | -------- | --------- | --------- | --------- | --------- | ----- |
| Australia      | No era miembro ASEAN | No era miembro ASEAN | No era miembro ASEAN | No era miembro ASEAN | No era miembro ASEAN | No era miembro ASEAN | No era miembro ASEAN | No era miembro ASEAN | No era miembro ASEAN | ×        | ×        | ×         | ×         | ×         | ×         | 0     |
| Brunéi         | GS                   | •                    | ×                    | ×                    | ×                    | •                    | •                    | ×                    | •                    | •        | •        | •         | ×         | GS        | •         | 2     |
| Camboya        | GS                   | •                    | GS                   | GS                   | GS                   | •                    | GS                   | •                    | •                    | •        | GS       | GS        | GS        | GS        | GS        | 10    |
| Indonesia      | 4º                   | 3º                   | 2º                   | 2º                   | 2º                   | GS                   | SF                   | 2º                   | GS                   | GS       | 2º       | GS        | 2º        | SF        | GS        | 15    |
| Laos           | GS                   | GS                   | GS                   | GS                   | GS                   | GS                   | GS                   | GS                   | GS                   | GS       | •        | GS        | GS        | GS        | GS        | 14    |
| Malasia        | 2º                   | GS                   | 3º                   | 4º                   | 3º                   | SF                   | GS                   | 1º                   | SF                   | 2º       | GS       | 2º        | GS        | SF        | GS        | 15    |
| Birmania       | GS                   | GS                   | GS                   | GS                   | 4º                   | GS                   | GS                   | GS                   | GS                   | GS       | SF       | GS        | GS        | GS        | GS        | 15    |
| Filipinas      | GS                   | GS                   | GS                   | GS                   | GS                   | GS                   | •                    | SF                   | SF                   | SF       | GS       | SF        | GS        | GS        | SF        | 14    |
| Singapur       | GS                   | 1º                   | GS                   | GS                   | 1º                   | 1º                   | SF                   | GS                   | 1º                   | GS       | GS       | GS        | SF        | GS        | SF        | 15    |
| Tailandia      | 1º                   | 4º                   | 1º                   | 1º                   | GS                   | 2º                   | 2º                   | GS                   | 2º                   | 1º       | 1º       | SF        | 1º        | 1°        | 2°        | 15    |
| Timor Oriental | Parte de Indonesia   | Parte de Indonesia   | Parte de Indonesia   | ×                    | GS                   | •                    | •                    | •                    | •                    | •        | •        | GS        | GS        | •         | GS        | 4     |
| Vietnam        | 3º                   | 2º                   | 4º                   | 3º                   | GS                   | SF                   | 1º                   | SF                   | GS                   | SF       | SF       | 1º        | SF        | 2°        | 1º        | 15    |

### Simbología
| - 1º – Campeón - 2º – Finalista - 3º – 3º Lugar - 4º – 4º Lugar - SF – Semifinales - GS – Fase de grupos | - – Anfitrión - q – Clasificado - • – No clasificó - •• – Clasificó pero se retiró - × – No participó / Se retiró / Prohibido |

## Premios y reconocimientos
| Año  | Mejor jugador        | Goleador                                                             | Goles | Juego limpio |
| ---- | -------------------- | -------------------------------------------------------------------- | ----- | ------------ |
| 1996 | Zainal Abidin Hassan | Natipong Sritong-In                                                  | 7     | Brunéi       |
| 1998 | Nguyễn Hồng Sơn      | Myo Hlaing Win                                                       | 4     | No otorgado  |
| 2000 | Kiatisuk Senamuang   | Gendut Doni Christiawan                                              | 5     | Malasia      |
| 2000 | Kiatisuk Senamuang   | Worrawoot Srimaka                                                    | 5     | Malasia      |
| 2002 | Therdsak Chaiman     | Bambang Pamungkas                                                    | 8     | No otorgado  |
| 2004 | Lionel Lewis         | Ilham Jaya Kesuma                                                    | 7     | No otorgado  |
| 2007 | Noh Alam Shah        | Noh Alam Shah                                                        | 10    | No otorgado  |
| 2008 | Dương Hồng Sơn       | Budi Sudarsono                                                       | 4     | Tailandia    |
| 2008 | Dương Hồng Sơn       | Agu Casmir                                                           | 4     | Tailandia    |
| 2008 | Dương Hồng Sơn       | Teerasil Dangda                                                      | 4     | Tailandia    |
| 2010 | Firman Utina         | Safee Sali                                                           | 5     | Filipinas    |
| 2012 | Shahril Ishak        | Teerasil Dangda                                                      | 5     | Malasia      |
| 2014 | Chanathip Songkrasin | Safiq Rahim                                                          | 6     | Vietnam      |
| 2016 | Chanathip Songkrasin | Teerasil Dangda                                                      | 6     | Tailandia    |
| 2018 | Nguyễn Quang Hải     | Adisak Kraisorn                                                      | 8     | Malasia      |
| 2020 | Chanathip Songkrasin | Safawi Rasid Bienvenido Marañón Chanathip Songkrasin Teerasil Dangda | 4     | Indonesia    |
| 2022 | Theerathon Bunmathan | Nguyễn Tiến Linh Teerasil Dangda                                     | 6     | Malasia      |
| 2024 | Nguyễn Xuân Son      | Nguyễn Xuân Son                                                      | 7     |              |

### Mayores goleadores
| Pos. | Jugadores              | Goles |
| ---- | ---------------------- | ----- |
| 1    | Noh Alam Shah          | 17    |
| 2    | Teerasil Dangda        | 15    |
| 2    | Worrawoot Srimaka      | 15    |
| 2    | Lê Công Vinh           | 15    |
| 5    | Lê Huỳnh Đức           | 14    |
| 6    | Kurniawan Dwi Yulianto | 13    |
| 7    | Bambang Pamungkas      | 12    |
| 7    | Kiatisuk Senamuang     | 12    |
| 9    | Agu Casmir             | 11    |
| 10   | Khairul Amri           | 10    |
| 10   | Adisak Kraisorn        | 10    |

- En Negrita jugadores que aún siguen en actividad.

### Entrenadores campeones
| Año  | Entrenador campeón     | Selección |
| ---- | ---------------------- | --------- |
| 1996 | Thawatchai Sartjakul   | Tailandia |
| 1998 | Barry Whitbread        | Singapur  |
| 2000 | Peter Withe            | Tailandia |
| 2002 | Peter Withe (2)        | Tailandia |
| 2004 | Radojko Avramović      | Singapur  |
| 2007 | Radojko Avramović (2)  | Singapur  |
| 2008 | Henrique Calisto       | Vietnam   |
| 2010 | Rajagopal Krishnasamy  | Malasia   |
| 2012 | Radojko Avramović (3)  | Singapur  |
| 2014 | Kiatisuk Senamuang     | Tailandia |
| 2016 | Kiatisuk Senamuang (2) | Tailandia |
| 2018 | Park Hang-seo          | Vietnam   |
| 2020 | Alexandré Pölking      | Tailandia |
| 2022 | Alexandré Pölking (2)  | Tailandia |
| 2024 | Kim Sang-sik           | Vietnam   |

## Clasificación general
- Actualizado a la edición 2022.

| Pos. | Selección      | Part. | PJ | G  | E  | P  | GF  | GC  | Dif  | Pts | Mejor campaña                                      |
| ---- | -------------- | ----- | -- | -- | -- | -- | --- | --- | ---- | --- | -------------------------------------------------- |
| 1    | Tailandia      | 14    | 85 | 54 | 21 | 10 | 195 | 68  | +127 | 183 | Campeón (1996, 2000, 2002, 2014, 2016, 2020, 2022) |
| 2    | Vietnam        | 14    | 79 | 41 | 22 | 16 | 161 | 77  | +84  | 145 | Campeón (2008, 2018, 2024)                         |
| 3    | Indonesia      | 14    | 75 | 37 | 17 | 21 | 182 | 107 | +75  | 128 | Subcampéon (2000, 2002, 2004, 2010, 2016, 2020)    |
| 4    | Singapur       | 14    | 66 | 33 | 16 | 17 | 118 | 68  | +50  | 115 | Campeón (1998, 2004, 2007, 2012)                   |
| 5    | Malasia        | 14    | 74 | 33 | 15 | 26 | 129 | 87  | +42  | 114 | Campeón (2010)                                     |
| 6    | Birmania       | 14    | 52 | 15 | 11 | 26 | 77  | 108 | -31  | 56  | Semifinalista (2004, 2016)                         |
| 7    | Filipinas      | 13    | 53 | 11 | 9  | 33 | 55  | 115 | –60  | 42  | Semifinalista (2010, 2012, 2014, 2018, 2024)       |
| 8    | Camboya        | 9     | 34 | 6  | 0  | 28 | 39  | 110 | –71  | 18  | Fase de grupos (9 veces)                           |
| 9    | Laos           | 13    | 45 | 2  | 6  | 37 | 32  | 170 | –138 | 12  | Fase de grupos (13 veces)                          |
| 10   | Brunéi         | 2     | 8  | 1  | 0  | 7  | 3   | 37  | –34  | 3   | Fase de grupos (1996, 2022)                        |
| 11   | Timor Oriental | 3     | 12 | 0  | 0  | 12 | 6   | 50  | –44  | 0   | Fase de grupos (2004, 2018, 2020)                  |